# Mahlitz (Schollene)
Mahlitz ist ein Ortsteil der Gemeinde Schollene im Osten des Landkreises Stendal in Sachsen-Anhalt.

## Geografie

### Lage
Das Dorf Mahlitz liegt fünf Kilometer westlich von Schollene und sechs Kilometer nordöstlich von Klietz am Rande des Waldgebietes Mahlitzer Heide im Land Schollene. Östlich des Dorfes beginnt das Landschaftsschutzgebiet „Untere Havel“, südlich liegt der Truppenübungsplatz Klietz.
Nachbarorte sind Scharlibbe im Nordwesten, der Elshof im Nordosten, Nierow im Osten, Neuwartensleben im Südosten und Klietz im Südwesten.

### Geologie
Im Jahre 1956 wurde bei refraktionsseismischen Untersuchungen die Struktur Mahlitz entdeckt, ein kreisrunder Salzstock mit einem Topdurchmesser von 2 Kilometern und einer Tiefe von 100 bis 300 Metern.

## Geschichte

### Mittelalter bis Neuzeit
Als erste Erwähnung gilt die Nennung von malici im Jahre 948. Weitere Nennungen sind Malizi in den Jahren 946 oder 948, sowie 1150 und 1179, 1146 Maltzii. Im Jahre 1302 wurden die Pfarrer aus Malitz und Schollene als Zeugen bei der Beurkundung eines Vertrages über die Waldnutzung in Molkenberg genannt. Daher muss es damals eine Kirche gegeben haben. 1337 hieß es in einer Urkunde Terra Malitz et Malicz villa, wohl also Flur und Dorf Mahlitz. 1450 wurden die von Katte mit der wüsten Dorfstätte Malitz belehnt. 1782 gehörte das Vorwerk Mahlitz mit einem Kolonistenhaus den von Katte zu Wust.

### Andere Erwähnungen
Hanns H. F. Schmidt nennt in seinen „Wanderungen“ das Jahr 946 als erste Erwähnung von Mahlitz als Malici. Die Erwähnung von Malizi in der Stiftungsurkunde des Bistums Havelberg ist zeitlich umstritten – 946 oder 948. Die Urkunde gilt als Fälschung aus dem Mittelalter. Ledebur meinte, dass damit „die wüste Feldmark und das heutige Vorwerk Mahlitz… östlich von Arneburg“ gemeint sei. Eduard Jacobs bestätigte Ledburs Angaben. Der Bearbeiter des Registers von Riedel Moritz Wilhelm Heffter schrieb hingegen „Malitz (Malizi, Maltzii, Malitz) Dorf und Land auf der Elbinsel Parei bei Jerichow im Magdeburgischen“.

### Herkunft des Ortsnamens
Der Name Mahlitz stammt vom altslawischen „malь“ für „klein“ und dem Suffix -itz.

### Eingemeindungen
Das Gut Mahlitz gehörte früher zum zweiten Distrikt im Jerichowschen Kreis im Norden des Herzogtums Magdeburg. 1816 kam es zum Kreis Jerichow II, dem späteren Landkreis Jerichow II in der preußischen Provinz Sachsen.
Am 30. September 1928 wurde der Gutsbezirk Mahlitz mit der Landgemeinde Neuwartensleben vereinigt. 1949 wurde der Ortsteil Mahlitz der Großgemeinde Schollene angegliedert. Seitdem wird Mahlitz als Ortsteil von Schollene geführt.

### Einwohnerentwicklung
| Jahr | Einwohner |
| ---- | --------- |
| 1782 | [00]053   |
| 1818 | [00]055   |
| 1840 | [00]074   |
| 1864 | [00]110   |
| 1871 | 049       |
| 1905 | 094       |

| Jahr | Einwohner |
| ---- | --------- |
| 1910 | 85        |
| 2014 | [00]28    |
| 2017 | [00]26    |
| 2018 | [00]27    |
| 2019 | [00]29    |
| 2020 | [00]28    |

| Jahr | Einwohner |
| ---- | --------- |
| 2021 | [00]28    |
| 2022 | [0]27     |

Quellen: 1871 bis 1910 Unterlagen der Volkszählung

## Religion
Die evangelischen Christen aus Mahlitz sind in die Kirchengemeinde Scharlibbe eingepfarrt, die früher zur Pfarrei Klietz gehörte und heute betreut wird vom Pfarrbereich Sandau des Kirchenkreises Stendal im Propstsprengel Stendal-Magdeburg der Evangelischen Kirche in Mitteldeutschland.

## Kultur und Sehenswürdigkeiten
- Das Schloss Mahlitz wurde 1889 als Jagdschloss errichtet.

## Sage vom Totschlag in der Mahlitzer Heide
Im Jahre 1908 überlieferte der Lehrer Schmidt die folgende Sage. Vor einigen hundert Jahren stand auf waldiger Anhöhe bei Mahlitz am Fuße der Kamernschen Berge eine Kirche auf der „Dorfstelle“. Diese Stelle des früheren Dorfes liegt etwa einen halben Kilometer nördlich des ehemaligen Gutes. Die alte Heerstraße von Havelberg über Klietz nach Rathenow führte durch die Mahlitzer Heide westlich des Dorfes. Auf der rechten Seite der Straße lag nahe Mahlitz ein verfallenes Grab, vom Volksmund „Totschlag“ genannt. Zu Beginn des 19. Jahrhunderts hatte man dort die Leiche eines erschlagenen und beraubten Uhrmachers gefunden. Er wurde vor Ort unter einer Kiefer begraben. Auf dem Grab stand ein schwarzes Holzkreuz. Der Mörder wurde ergriffen und auf dem Galgenberg bei Mahlitz gerädert.